# Guarenas
Guarenas es una ciudad venezolana, capital del municipio autónomo de Plaza del Estado Miranda, dentro de la parroquia civil Guarenas. Con una población de 309 987 habitantes en 2023. Es la tercera ciudad con más población de Miranda, después de Los Teques y Caracas, y la primera del municipio Plaza. Conforma la conurbación Guarenas-Guatire que tiene 554 430 (2023) y al área metropolitana de la Gran Caracas 7 800 000 (2023), siendo así la vigésima octava ciudad con más población de Venezuela, después de El Tigre, Carora, Acarigua, San Felipe, Tocuyito, Guanare, Los Teques, Turmero, Coro, Punto Fijo, Ciudad Ojeda, Guatire, Puerto La Cruz, Mérida, Cabimas, Cumaná, Barcelona, Ciudad Bolívar, San Cristóbal, Barinas, Maturín, Ciudad Guayana, Maracay, Barquisimeto, Valencia, Maracaibo y Caracas.
Está ubicada en la región capital de Venezuela, al este del centro geografíco del distrito metropolitano de Caracas, a unos 14 km de la costa del mar Caribe y se sitúa dentro de valles montañosos. Al este su ciudad vecina Guatire y a unos 7 km al oeste la capital Caracas.
Se considera una ciudad dormitorio (al igual que Guatire, su ciudad gemela) dada la sobrepoblación y problemas habitacionales de ((Caracas))

## Orígenes

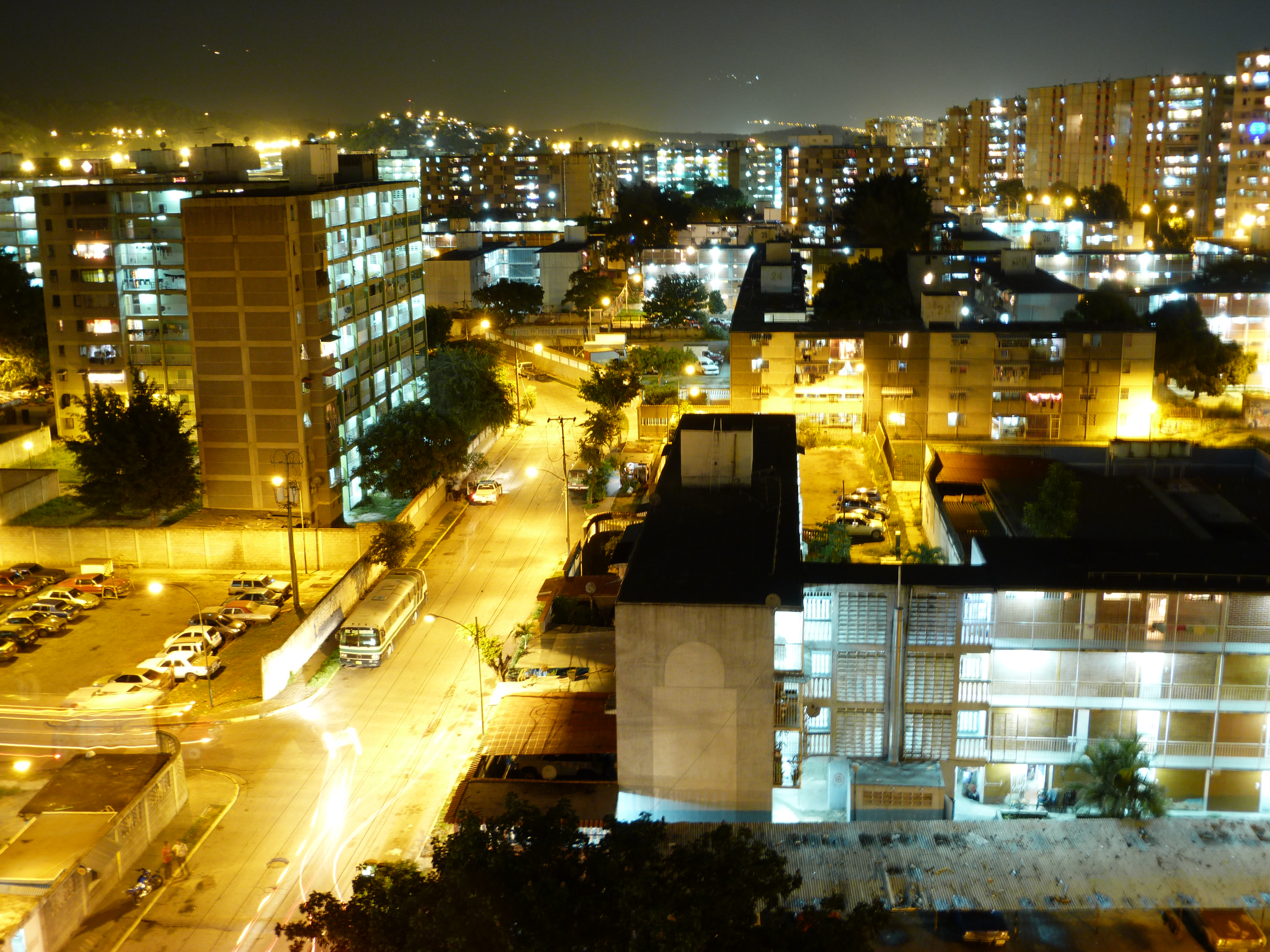
Urbanización 27 de febrero

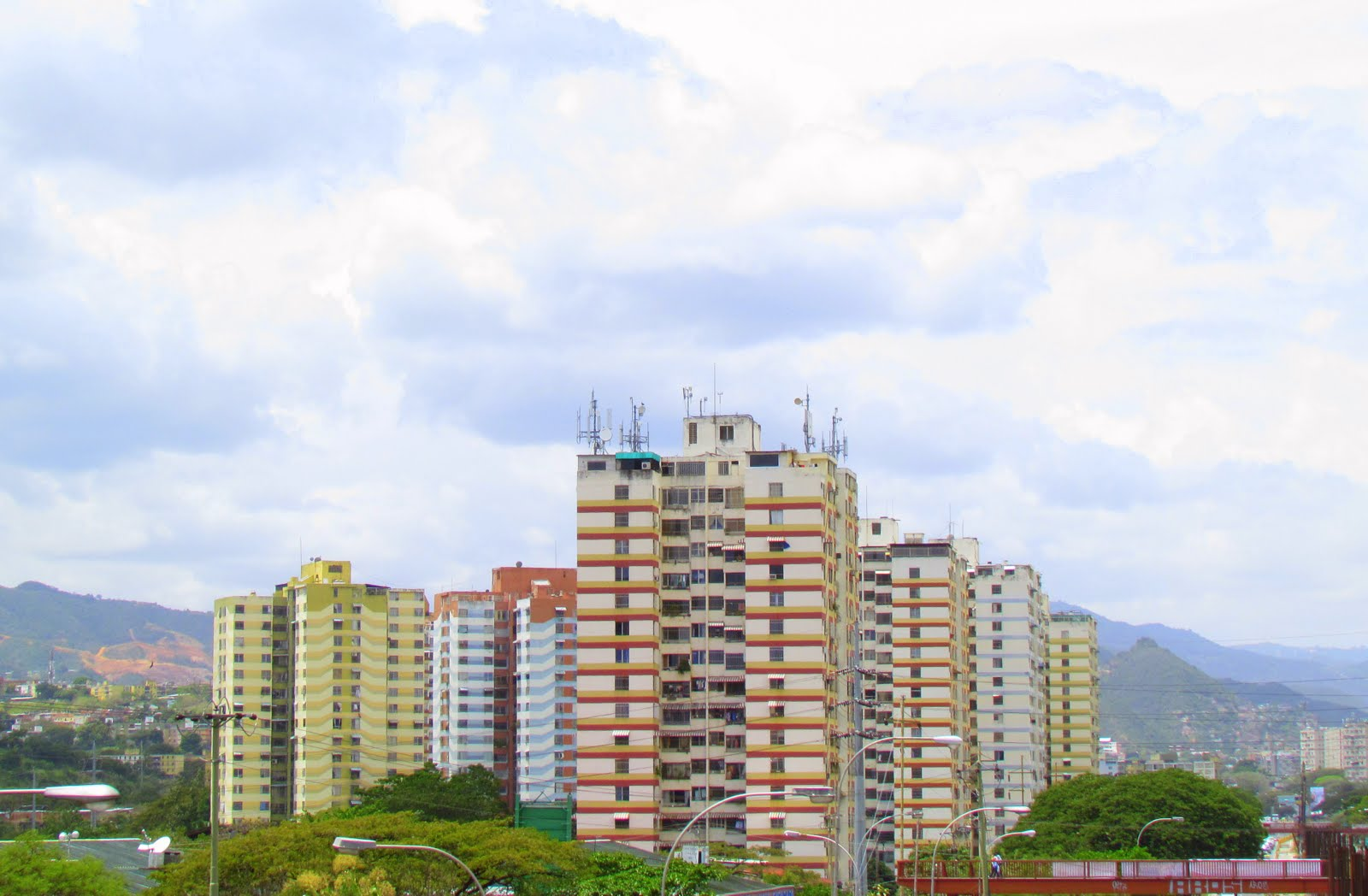
La Villa Panamericana de Guarenas.

## Fundación y origen indígena
La ciudad de Guarenas fue fundada el 14 de febrero de 1621, como un pueblo de doctrina indígena, en cumplimiento de las disposiciones de la Corona española para la organización y protección de los pueblos originarios. Su establecimiento respondió a una orden de la Real Audiencia de Santo Domingo, emitida para hacer cumplir el mandato del rey Felipe III de España, que exigía la creación de pueblos donde los indígenas vivieran bajo la supervisión de un cura doctrinero, con el fin de frenar los abusos cometidos por los encomenderos.

### Contexto colonial
Antes de esta disposición real, los indígenas habitaban dispersos en las haciendas de sus encomenderos, lo que facilitaba su explotación laboral. Eran obligados a trabajar toda la semana en las siembras sin recibir tierras propias, sin días de descanso ni respeto por las festividades religiosas, y sufrían maltratos físicos, en abierta violación de las leyes españolas que protegían a los pueblos originarios.

### Fundación y ubicación original
La fundación inicial se realizó en las montañas de Mariche, en un sitio que más tarde se conocería como El Rodeo. Allí se llevó a cabo la ceremonia fundacional del pueblo de indios, bajo el nombre de Nuestra Señora de la Copacabana de los Guarenas. Se trazaron la plaza, la iglesia y las cuadras del poblado, siguiendo el modelo urbano colonial.
Las encomiendas asignadas para poblar el nuevo asentamiento fueron las de Hernando Cerrada y Ávila, Francisco Infante de Ponte, Antonio Gámez de Acosta y doña Micaela Pérez de Ávila (esposa de Lucas Martínez de Porras). Estas encomiendas estaban conformadas por indígenas de las etnias Chagaragoto (o Guarenas) y Mariche, razón por la cual el cabildo indígena de Guarenas contaba con la representación de dos caciques, uno por cada nación.
A cada encomendero se le asignó una contribución obligatoria para la construcción y ornato de la iglesia, como parte del compromiso colonial con la evangelización y el urbanismo.

### Etimología y traslado
El nombre Guarenas (también registrado como Huerena) proviene de la lengua Caribe y significa “pradera”, “tierra de mucha hierba” o “herbazal”, denominación que los indígenas chagaragotos daban a estas tierras.
El traslado definitivo del pueblo al sitio donde se encuentra actualmente se realizó hacia finales del siglo xvii, consolidando su ubicación en el valle que hoy forma parte del eje Guarenas–Guatire.

## Cultura

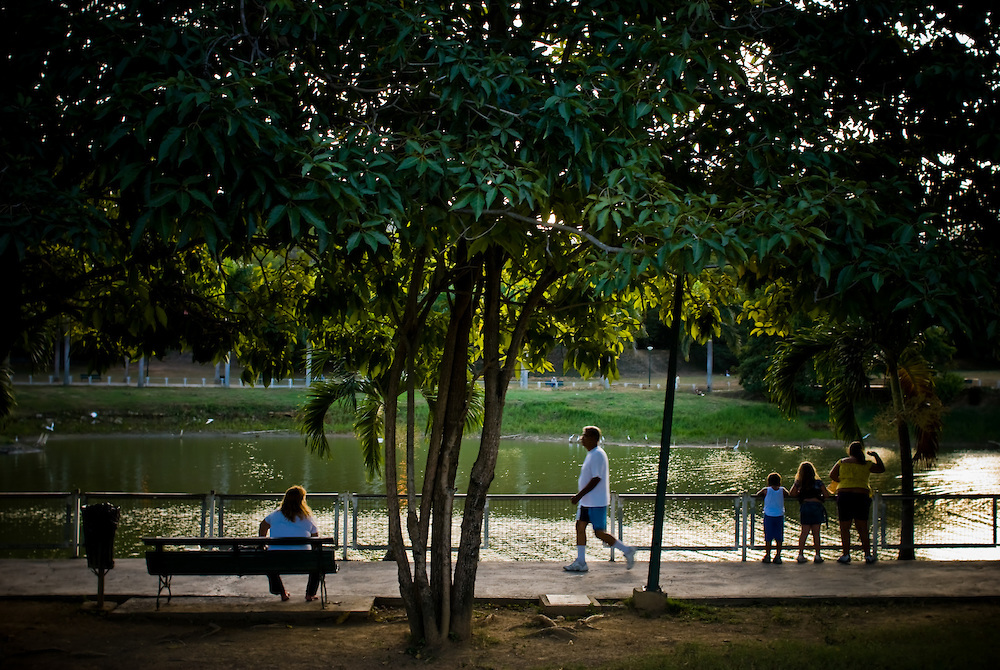
La Laguna de Nueva Casarapa Guarenas.

### Festividades

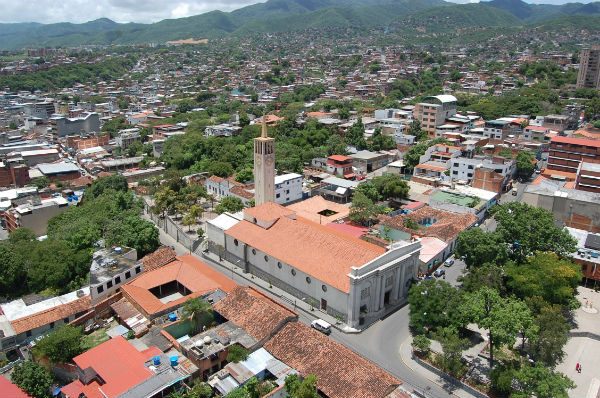
Plaza Bolívar de Guarenas Municipio Plaza

- 14 de febrero de 1621 - Fundación de Guarenas.

- 24 de junio - Día de San Juan Bautista la fiesta inicia en la víspera del día de San Juan, es decir, el 23 de junio en la noche. Al inicio de la tarde, los tamboreros van calentando la ejecución que aún no adquieren toda la vivacidad con los tambores. Ya en la noche y en una casa cercana donde se encuentra la pequeña imagen en su nicho bien adornada con papeles de colores, flores, telas y palmas, llegan los parranderos y comienzan a cantar delante del santo para dar inicio al primer velorio. En la mañana del 24, en la Catedral de Copacabana de Guarenas, se celebra misa en honor de san Juan y tan pronto como concluya resuenan los tambores dentro del templo y salen en recorrido por las calles del pueblo precedidos por el santo, hasta llegar a la casa donde se va a realizar un nuevo velorio con repiques de tambores, cantos y plegarias al santo bailón.[3]

- 29 de junio - Día de San Pedro de Guarenas: celebrada por los devotos del santo y la población de Guarenas, rinde homenaje al santo con procesión y misa en la Catedral de Copacabana, se hace el pago de promesas al culminar la procesión en la puerta de la iglesia y luego salen a parrandear por las distintas calles de Guarenas, durante el recorrido se dan varios encuentros con la Parranda de San Juan, de igual forma se realiza el tradicional baile de San Pedro con la especificación de María Ignacia, que la realiza un hombre disfrazado de mujer, quien fue una esclava cuya hija fue curada por un milagro del santo. Fue inscrita en 2013 en la Lista Representativa del Patrimonio Cultural Inmaterial de la Humanidad por parte de la Unesco.[4]

- 21 de noviembre - Día de La Virgen de Copacabana (Patrona de Guarenas): Fue a comienzos del siglo XVII que pisó tierras venezolanas la primera réplica de la imagen de 'nuestra Señora de la Copacabana'. Esta devoción nació a finales del siglo XVI (1583) en el pueblo del Copacaguan del Alto Perú, hoy República de Bolivia. Para los Guareneros de nacimiento, como para los residentes no nacidos en este pueblo, el mes de noviembre ha sido y sigue siendo aunque en menor cuantía una fecha memorable. Tal fecha era día de obligado estreno, tanto para sus pobladores como para sus hogares, también eran populares las corridas de toros en alguna de las 3 plazas. Todas estas tradiciones afianzaron el gentilicio de dicho pueblo hasta hoy en día.

### Datos de interés
Cabe destacar que el 27 de febrero de 1989 esta ciudad fue protagonista del inicio del violento período de saqueos y desorden civil conocido como el Caracazo.

### Economía
Tradicionalmente, la ciudad posee tres zonas industriales principales (Cloris, Maturin y la Guairita) donde se emplazan industrias medianas y pequeñas, incluyendo fábricas de textiles, laboratorios, centros de distribución de diversos productos y concesionarios vehículos comerciales. Sin embargo, esta zona industrial nunca se ha desarrollado completamente, y actualmente (con excepción de algunas empresas como los laboratorios) se encuentra en franca depresión y abandono.
La economía de Guarenas está fundamentada en su papel de ciudad dormitorio respecto a Caracas. Modernamente, la ciudad ha servido de alivio habitacional de Caracas en donde el sector comercial (formal e informal) y de servicios es la principal actividad económica, por cuanto la gran mayoría de sus habitantes obtienen sus empleos e ingreso económico en la vecina capital Venezolana.
El 6 de mayo de 2018 se firma el decreto para la creación de la Zona Económica Especial del Eje Guarenas-Guatire, para explotar el sector agroindustrial, la industria farmacéutica y auto partes entre otros ramos industriales.

## Educación
La ciudad de Guarenas cuenta con gran variedad de instituciones privadas y públicas, tanto de formación inicial, secundaria y universitaria. Entre ellas se encuentran las siguientes:
- UE Santa Rosa de Lima
- UE Jesús María Marrero
- UE Plaza
- UE Ambrosio Plaza
- UE Santa Rosalía
- UE Simón Rodríguez
- UE El Buen Pastor
- UENB 14 de Febrero
- Escuela de Música Benito Canónico
- UE José Rafael Pocaterra
- UE Lino Bravo
- EBB Ricardo Montilla
- ETC Norberto Prado
- UE Jesús Niño de Mampote
- UE Ciudad Casarapa
- UE Benito Canónico
- ETIN Rubén González
- UEE Martín Vera Guerra
- UE CEPA
- Grupo Escolar Menca de Leoni
- UEE Ángela Betancourt de Ortega
- UE Alonso Andrea de Ledesma
- UE Leonardo Ruiz Pineda
- UE Alberto Sequín Vera
- UE Vicente Emilio Sojo
- UE Pedro Camejo
- UEN Antonio José de Sucre
- UE Fe y Alegría, Ciudad de los Muchachos
- UE Colegio San Nicolás de Bari
- UE Nuestra Señora de Copacabana
- UE Matea Bolívar
- UE Colegio Roraima
- UE Miguel Otero Sillva
- UE Campaña Carabobo
- UEB Fundación Musical Simón Bolívar Núcleo Guarenas
- UE Colegio Virgen Del Rosario
- UE Félix Manuel Luces
- UE José Antonio María Piñate
- UE Rafael Villavicencio
- UE Carmen Cabriles
- UE Camila Capote
- UE Manue Fombona Palacio
- UE San Nicolás de Bari
- UE Matea Bolívar
- UEECT Luisa C. De Arismendi
- UE Virgen Del Rosario
- UE Trapichito
- CEI Carmen Elene de Teran
- UE Jardín de infancia Vicente Emilio Sojo

## Transporte

### Transporte por carretera

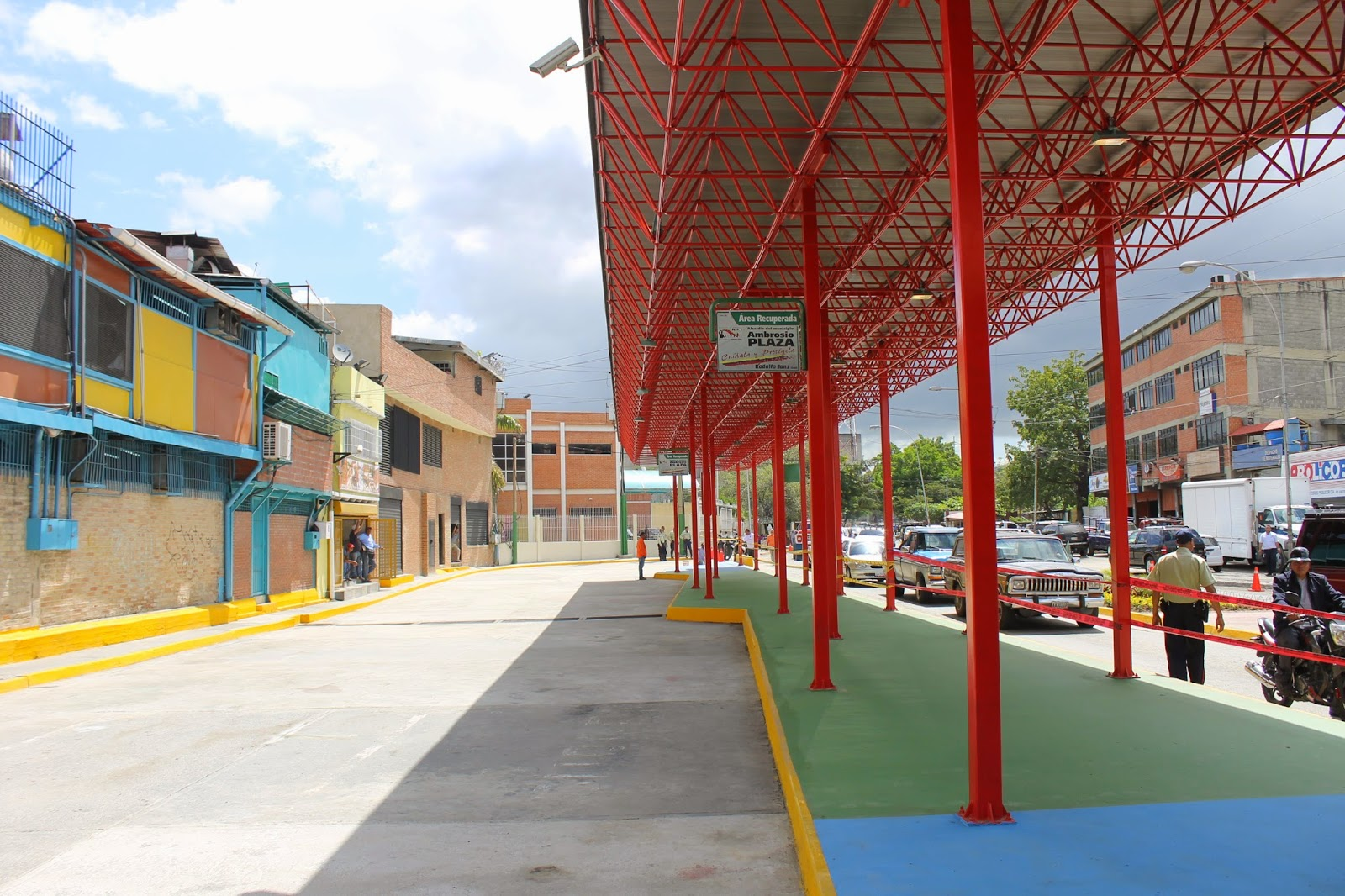
Una de las paradas de las líneas de autobuses que cubren la ruta Guarenas-Guatire, en el sector Valle Verde Guarenas.

La ciudad se conecta a la capital del país, Caracas, mediante la autopista Gran Mariscal de Ayacucho, que actualmente cuenta con una longitud operativa de 106 kilómetros y que posee en el tramo Petare-Guarenas tres canales de tránsito regular y un canal de emergencia. Guarenas se comunica con Guatire mediante la Avenida Intercomunal y adyacentes a esta se encuentran diversas urbanizaciones, centros comerciales, parques y establecimientos comerciales.

### Transporte Aéreo
- Helipuerto Ávila.[6]

## Deporte

### Deportes
Deportivo Casarapa, el primer equipo de fútbol fundado en la ciudad de Guarenas. Fue fundado en 2004 y llegó a participar en la tercera división de Venezuela.

## Ciudades hermanadas
Ciudades gemelas a Guarenas
| Guatire, Venezuela |